# Franz Xaver Zech
Franz Xaver Zech SJ (* 23. Dezember 1692 in Ellingen; † 15. März 1772 in München) war ein römisch-katholischer Theologe, der sich mit der Kanonistik befasste.

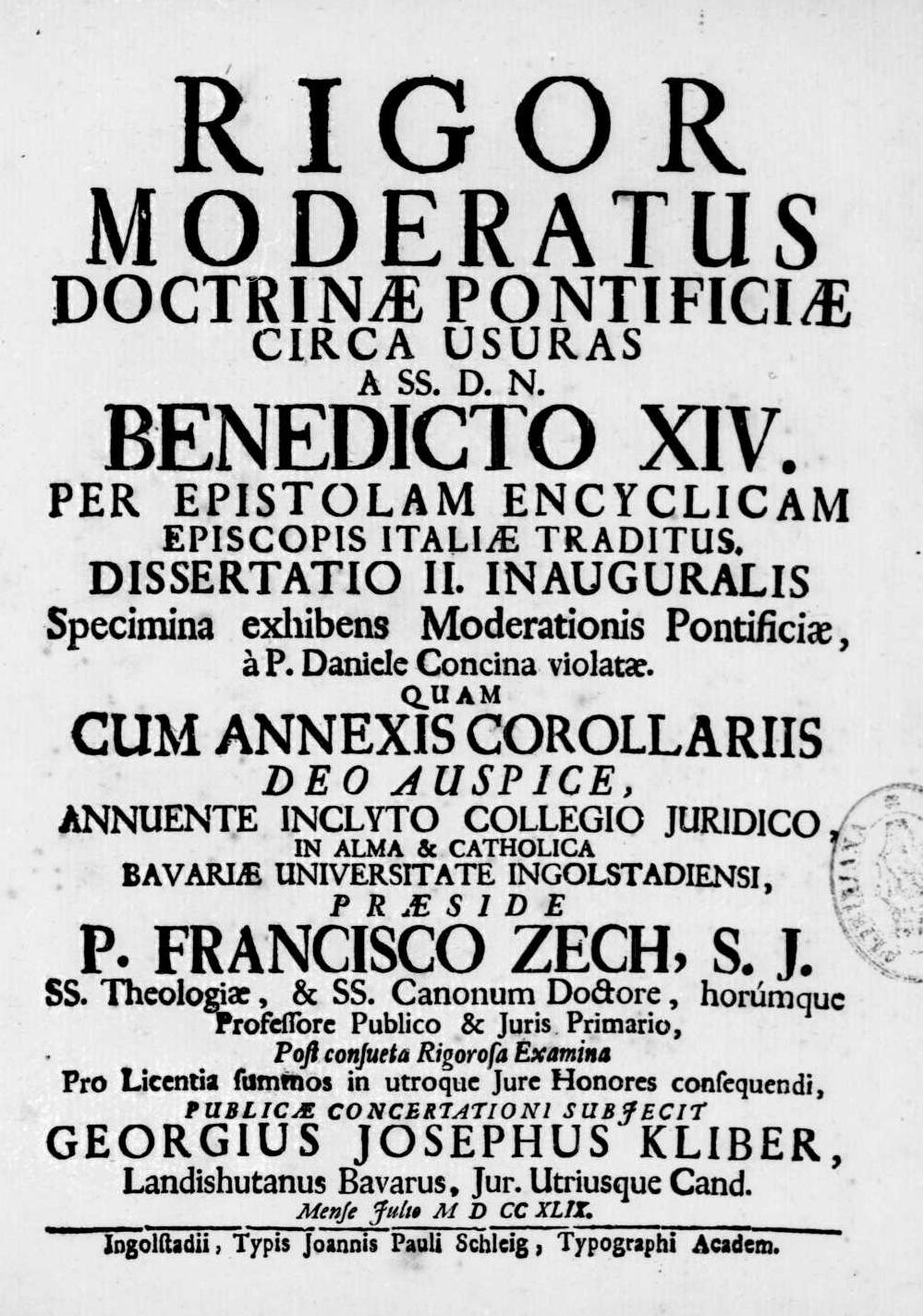
Rigor moderatus doctrinae pontificiae circa usuras, 1749

## Leben
Franz Xaver Zech wurde 1692 im mittelfränkischen Ellingen geboren. Er trat während des Studiums der Philosophie in Dillingen an der Donau 1712 in den Jesuitenorden ein. Am Jesuitenkolleg Ingolstadt schloss er sein Philosophiestudium ab, dort studierte er auch Theologie. Anschließend lehrte er an verschiedenen Orten Theologie, zuletzt ab 1741 in Innsbruck. 
Von 1743 bis 1768 lehrte er als Professor des Kirchenrechts in Ingolstadt. 
Aufgrund seines Alters zog er sich nach München zurück, wo er verstarb. Zech verstarb nach übereinstimmenden Quellen 1772 im Alter von 79 Jahren. Abweichend davon ist als Todesjahr in der Literatur auch 1768 vorzufinden.
Zech verfasste zu Lebzeiten mehrere Schriften über das Kirchenrecht.

## Schriften
- Exercitium practicum virtutum theologicarum omnibus hominibus adultis necessitate medii, & praecepti ad aeternam salutem suam absolute necessarium[2], Konstanz 1729. (Digitalisat)
- Responsum juris pro veritate ad quaesitum. An religiosi Societatis Jesu per vota scholasticorum post biennium novitiatus emissa, reddantur incapabiles retinendi jus et dominium bonorum suorum?, [Innsbruck] [um 1750]. (Digitalisat)
- Rigor moderatus doctrinae pontificiae circa usuras, a SS. D. N. Benedicto XIV. per epistolam encyclicam episcopis Italiae traditus, Ingolstadt 1747–1751:

Dissertatio I. Inauguralis Sancti rigoris specimina exhibens. (1747) (Digitalisat)
Dissertatio II. Inauguralis specimina moderationis pontificiae a P. Daniele Concina violatae. (1749) (Digitalisat)
Dissertatio III. Specimina ulteriora exhibens moderationis pontificiae, a P. Concina violatae. (1751) (Digitalisat)
- Praecognita juris canonici. Ad Germaniae catholicae principia et usum accommodata, München 1749. (Digitalisat)
- Hierarchia ecclesiastica, ad Germaniae catholicae principia et usum delineata, [Ingolstadt] 1750. (Digitalisat)
- Compendium iuris canonici, Ingolstadt 1750.
- Decas dubiorum ad lib. III. Decretal. tit. XXV. De Peculio clericorum, Ingolstadt, 1752. (Digitalisat)
- Facti species in causa decimarum Langenmosensium. Ex instrumentis authenticis extracta, cum corollariis, Ingolstadt 1752.
- De ambitu. Dissertatio politico-legalis ad academicos publicorum officiorum candidatos, Ingolstadt 1752. (Digitalisat)
- Dissertatio juridico-canonica de sponsalibus academicorum absque consensu paxentum contractis, Ingolstadt 1757. (Digitalisat)
- De jure rerum ecclesiasticarum. Ad Germaniae catholicae principia et usum, Ingolstadt 1758–1762:

Pars prior: Complectens sektionem I. & II. (1758) (Digitalisat)
Pars posterior: Complectens sectionem III. Et IV. (1762) (Digitalisat)
- Benignitas moderata ecclesiae romanae in criminosos ad se confugientes, seu dissertatio historico-iuridica de iure asyli ecclesiastici, Ingolstadt 1761. (Digitalisat)
- Opuscula minora, Ingolstadt 1761.
- Honorati Leotardi J.C. et senatoris niciensis liber singularis de usuris, & contractibus usurariis coercendis in quo omnes fere quæstiones ad tractatum ejus, quod interest, & annuorum reddituum pertinentes, non vulgari ratione definitæ continentur Liber singularis de usuris, & contractibus usurariis coercendis, Venedig 1761. (Digitalisat)
- Index universalis ad faciliorem usum institutionum iuris canonici, [o.O.] [ca. 1765]. (Digitalisat)
- De iudiciis ecclesiasticis ad Germaniae catholicae principia et usum, Ingolstadt 1749–1766:

1. Complectens sectionem I. De judiciis civilibus. (1765) (Digitalisat)
2. Complectens sectionem II. De judiciis criminalibus. (1766) (Digitalisat)
3. Complectens sectionem III. (1762) (Digitalisat)
4. Sectionem IV. (1762). (Digitalisat)
[5.] Praecognita juris canonici. (1749) (Digitalisat)
[6.] Hierarchia ecclesiastica. (1750) (Digitalisat)
- Casus ad caput scriptum est 40 de electoris et electi potestate, [o.O. o. J.]
- De testamento, quod valeat, etiam in foro externo, licet sit sine solemnitalibus condilum, [o.O. o.J.]
- De campanis & instrumentis musicis, In: Mannhart, Franz Xaver: Antiquitates Christianorum, Bd. 1, S. 321–347 (Digitalisat)